# Scopus Awards Ukraine
«Scopus Awards Ukraine» — наукова нагорода запроваджена спільно компанією Elsevier та Міністерством освіти і науки України, переважно на основі показників у наукометричній базі даних «Scopus». Церемонія нагородження відбулася 20 травня 2016 року до Дня науки.

## Лауреати

### Номінація «Найкращі вчені без обмеження у віці»
- Левчук Леонід Геннадійович (Харківський фізико-технічний інститут)
- Лущак Володимир Іванович (Прикарпатський національний університет імені Василя Стефаника)
- Мінаєв Борис Пилипович (Черкаський національний університет імені Богдана Хмельницького)

### Номінація «Найкращий колектив вчених, який досяг значних наукових результатів без західних колаборацій»
- Броварець Ольга Олександрівна (Інститут молекулярної біології і генетики НАН України)
- Говорун Дмитро Миколайович (Інститут молекулярної біології і генетики НАН України)

### Номінація «Найкращі молоді вчені»
- Морозовська Ганна Миколаївна (Інститут фізики НАН України).
- Ушенко Юрій Олександрович (Чернівецький національний університет імені Юрія Федьковича)
- Михайлюк Павло Костянтинович (Київський національний університет імені Тараса Шевченка)

### Номінація «Найкраща наукова установа»
- Київський національний університет імені Тараса Шевченка

### Номінація «Найкращий журнал»
- «Експериментальна онкологія»